# LCP - Assemblée nationale
Ne doit pas être confondu avec La Chaîne parlementaire.
Pour les articles homonymes, voir LCP.
LCP - Assemblée nationale, ou LCP-AN dont le sigle signifie « La chaîne parlementaire - Assemblée nationale », est la chaîne de télévision de l'Assemblée nationale française. Lancée le 21 mars 2000 à 8 h 30, LCP-AN diffuse ses programmes 24 heures sur 24 sur internet et sur les réseaux IPTV et émet sur la TNT métropolitaine en alternance avec Public Sénat, la chaîne de télévision du Sénat, avec qui elle forme La Chaîne parlementaire (LCP). Son audience reste relativement confidentielle avec une part de marché inférieure à 0,4 %.
LCP-AN, relevant de la responsabilité des assemblées d'élus (comme sa chaîne-sœur du Sénat), n'est pas directement soumise au contrôle de l'Arcom (ex-Conseil supérieur de l'audiovisuel), à l'instar de la chaîne Arte. Depuis le 10 juin 2024, le président de la chaîne est l'ancien président de Public Sénat (2015 à 2021), Emmanuel Kessler.

## Historique
Conçue pour constituer le canal de La Chaîne parlementaire créée par la loi du 30 décembre 1999, LCP-AN, lancée le 21 mars 2000, commence à émettre ses programmes, d'abord seule sur le canal, puis à parité de temps d’antenne avec Public Sénat à partir d'avril 2000.
Le 13 décembre 2007, LCP-AN lance une version 24 heures sur 24 sur son site Internet. Elle devient par la suite accessible sur l'ADSL (Freebox TV) à partir du 20 mai 2008. La chaîne possède ainsi ses propres canaux de diffusion, en plus de la version à temps d'antenne partagé avec la chaîne parlementaire du Sénat (Public Sénat) sur la TNT.

### 2017-2018: entre polémique et craintes
En novembre 2017, une journaliste de LCP-AN porte plainte pour agression sexuelle contre son présentateur vedette Frédéric Haziza. La direction décide alors de suspendre le journaliste et de mener une enquête en interne. Cependant la directrice de la chaîne Marie-Ève Malouines et Éric Moniot prennent la décision de réintégrer Frédéric Haziza au sein de la rédaction.
Cette décision va valoir une motion de censure contre les deux dirigeants. En effet le 8 janvier 2018 les journalistes de la chaîne LCP-AN votent à l’unanimité non à la question « faites-vous encore confiance à Marie-Ève Malouines et Éric Moniot pour gérer LCP-AN  ? ». Hasard du calendrier, cette motion arrive au moment où un nouveau directeur doit être nommé (tous les trois ans). Marie-Ève Malouines annonce tout de même qu’elle est candidate à sa succession à la tête de LCP-AN.
Les cinq candidats pour la direction de LCP-AN, retenus en février 2018 sont Bertrand Delais, Thierry Guerrier, Christine Kelly, Geneviève Goëtzinger et Marie-Ève Malouines,,,. Le 14 mars 2018, Bertrand Delais est désigné pour prendre la direction de LCP-AN. La désignation de Bertrand Delais, réputé proche d'Emmanuel Macron, suscite de vives critiques des oppositions qui y voient « un parfum d'ORTF ».

### Identité visuelle (logotype)

Logo de la chaîne du 21 mars 2000 à mars 2002.
Logo de la chaîne de mars 2002 à 2005.
Logo de la chaîne de 2005 à 2007.
Logo de la chaîne de 2008 au 11 janvier 2010.
Logo de la chaîne du 11 janvier 2010 au 12 septembre 2016.
Logo de la chaîne du 12 septembre 2016 au 30 septembre 2019.
Logo de la chaîne depuis le 30 septembre 2019.

## Politique éditoriale
LCP-AN remplit une mission de service public, d'information et de formation des citoyens à la vie publique, par des programmes parlementaires, éducatifs et civiques. Elle anime et fait connaître à travers principalement la vie parlementaire mais également la vie politique et culturelle, tant au niveau local, national, qu'international, les grands débats de notre société.
Dans le cadre de son indépendance éditoriale, la chaîne veille en permanence à ce que l'impartialité et l'objectivité de ses programmes soient respectées[réf. nécessaire].
LCP-AN se présente comme la chaîne de la politique, misant sur la qualité des programmes grâce à son affranchissement de tout impératif quantitatif (les revenus de la chaîne ne sont par exemple pas tirés de revenus publicitaires, la chaîne n'en diffusant pas).
Les programmes sont déclinés autour de la vocation d'information politique de la chaîne, qui se veut être la source crédible de l'information politique. Ainsi sont proposés des magazines, des débats, des documentaires exclusifs, la retransmission en direct des événements importants (avec sa consœur du Sénat) ainsi que du cinéma et des programmes interactifs.
Il est à noter que, si LCP-AN s'astreint à suivre ses règles, la chaîne ne relève pas de la compétence de l'Arcom (ex-CSA),.

## Audience
Début 2014 et depuis la rentrée 2013, LCP-AN détient une part d'audience moyenne de 0,36 %. Les pics d'audience atteignent 0,9 %.
En octobre 2017, la chaîne obtient l’exclusivité de la retransmission des questions au Gouvernement le mardi et le mercredi (auparavant partagées avec France 3), ce qui lui permet d'augmenter sa part d'audience sur le créneau 15 h - 16 h. Selon les résultats d'audience de Médiamétrie, LCP-AN rassemble ainsi en moyenne 1,4% des téléspectateurs sur cette plage horaire au cours du mois d'octobre 2017. Le 18 octobre 2017, elle arrive à attirer près de 340 000 téléspectateurs (soit 2% de part d’audience), ce qui la place en tête des audiences des chaines d'infos sur le créneau 15 h - 16 h,.

## Organisation

### Capital
LCP-AN est une Société anonyme au capital de 40 000 euros. Instituée par la loi no 99-1174 du 30 décembre 1999, elle est détenue à 100 % par l'Assemblée nationale française.

### Budget
Voté chaque année par le bureau de l'Assemblée nationale, le budget de LCP-AN est investi pour 65 % dans la production et l’achat de programmes. Une part chaque année croissante est attribuée aux frais de diffusion de la TNT (25 %). Enfin, 10 % du budget global de la chaîne sont consacrés aux frais généraux.[réf. souhaitée]

### Conseil d'administration
Le président de l'Assemblée nationale est membre de droit du conseil d'administration. Tous les groupes politiques de l'Assemblée nationale disposent également d'un représentant au conseil d'administration, indépendamment du nombre de leurs membres.

### Présidents-directeurs généraux
- 2000-2003 : Ivan Levaï
- 2003-2009 : Richard Michel
- 2009-2015 : Gérard Leclerc[17]
- 2015-2018 : Marie-Ève Malouines
- 2018-2024 : Bertrand Delais[18]
- Depuis le 10 juin 2024 : Emmanuel Kessler[2]

### Locaux
Le siège social de LCP-AN se trouve au 106 rue de l'Université dans le 7e arrondissement de Paris, à proximité immédiate de l'Assemblée nationale où est situé son studio principal, au sous-sol du palais Bourbon.

## Diffusion
Outre la diffusion gratuite sur la TNT en temps partagé avec Public Sénat, LCP-AN est diffusée 24 heures sur 24 sur son site Internet, sur la plateforme Molotov TV, ainsi que sur les box des opérateurs télécom (Free, Bouygues, SFR et Orange).

### Émissions
Les émissions de LCP-AN sont détaillées dans le dossier de presse 2020-2021. En voici une liste non exhaustive :
- Politique Matin : matinale de débat et d'information diffusée entre 8 h 30 et 9 h 30, animée de 2010 à 2015 par Patrick Chêne
- Journal de la Défense : magazine mensuel consacré aux questions de défense et au monde militaire
- Questions d'info : émission politique confrontant un homme politique à deux journalistes, Marie-Ève Malouines de France Info, Patrick Roger du quotidien Le Monde et à Frédéric Haziza de LCP-AN, diffusée chaque mercredi à 20 h 30.
- Parlez-moi d'ailleurs : magazine mensuel d'actualité internationale présenté par Franz-Olivier Giesbert.
- Ça vous regarde : émission interactive et quotidienne présentée par Myriam Encaoua
- Toques et politique : la cuisine revisitée par les politiques présenté par Benjamin Vincent
- Tout dépend 2 : émission de débat itinérant entre une personnalité politique et des jeunes animée par Benjamin Vincent
- Top Questions : retransmission de trois questions au Gouvernement posées lors des séances à l'Assemblée Nationale, le mardi et mercredi.
- Europe Hebdo : magazine d'information sur l'actualité de l'Union Européenne
- La séance continue : à l'issue des séances de questions au Gouvernement, Thomas Soulié anime un magazine permettant de mieux comprendre les implications des questions posées par les parlementaires.
- Entre les lignes : émission hebdomadaire d'actualité
- Bondy Blog Café : club de presse en banlieue, en partenariat avec Bondy Blog
- Politiques : Serge Moati reçoit chaque semaine une personnalité politique, en partenariat avec Europe 1 et Dailymotion
- La cité du livre : magazine hebdomadaire décryptant le monde du livre
- Ça va, ça vient : magazine revenant sur les grandes lois qui ont marqué la Ve République
- L'écho des lois : programme court expliquant l'impact sur les quotidiens des Français, des lois votées
- Égaux mais pas trop : magazine mensuel mettant en avant les applications concrètes de la notion d'égalité dans la France d'aujourd'hui, que ce soit les entreprises, les institutions publiques ou autres.
- Émois et moi : Entretien entre un(e) député(e) animé par Marion Becker
- État de santé : magazine mensuel sur les questions de santé publique
- Transportez-moi : magazine mensuel sur le thème de la mobilité
- J'aimerais vous y voir ! : magazine suivant un élu dans sa circonscription et le mettant dans des situations du quotidien de ses administrés.
- Mediapol : magazine consacré à la communication
- Grand écran : émission avec un film ou un documentaire suivi d'un débat
- Questions au Gouvernement : émission de retransmission en direct de la session parlementaire, tous les mardis de 15 h à 17 h à l'Assemblée nationale ou mercredis après-midi de 14 h à 15 h à l'Assemblée nationale et de 15 h à 17 h[19] au Sénat.
- Rembob'INA : émission, présentée par Patrick Cohen, retraçant l'histoire médiatique française et reprenant l'intégralité d'anciennes émissions de télévision.

## Prix étudiants du livre et de la BD politiques
LCP-AN parraine depuis 2019 le prix étudiant du livre politique et le prix étudiant de la BD politique, créés en 2015 avec le soutien du ministère de l’Enseignement supérieur, de la Recherche et de l’Innovation, décernés par un jury d’étudiants en master et doctorat dans le cadre de la Journée du Livre politique.